# Fugloy
Fugloy (în traducere Insula Păsărilor) este cea mai estică insulă din cadrul arhipelagului feroez.

## Geografie
Pe insulă se află numai 2 așezări umane și anume Kirkja pe coasta de sud și Hattarvík pe coasta de est. Stâncile Eystfelli, cu altitudinea de 448 m se află pe coasta de est. Aproape de acestea se află un far, un arc natural și o formațiune care seamănă cu figura unui faraon egiptean.
Fugloy are 3 masive muntoase principale:
- Klubbin (alt. max 620 m)
- Norðberg (alt. max 549 m)
- Mikla (alt. max 420 m)